# Jacques Rudolph
Jacobus Andries Rudolph, detto Jacques (4 maggio 1981), è un crickettista sudafricano che ha giocato con i Glamorgan e in Sudafrica con i Titans.
Ha frequentato l'Afrikaanse Hoër Seunskool, una popolare e rinomata scuola pubblica situata a Pretoria.

## Cricket internazionale
Rudolph è stato scelto per la squadra di Test cricket del Sud Africa nel 2003 dopo che la sua selezione per il Test di Capodanno 2002 contro l'Australia a Sydney era stata annullata dagli amministratori di cricket a causa della pratica sudafricana di obbedire a una "quota" di giocatori non bianchi; il consiglio ha annullato i selettori e inserito Justin Ontong nel team. I selezionatori lo hanno notato durante una delle sue esibizioni nel cricket domestico.
Rudolph è stato nominato giocatore di Cricket del Sudafrica dell'anno nel 2003.

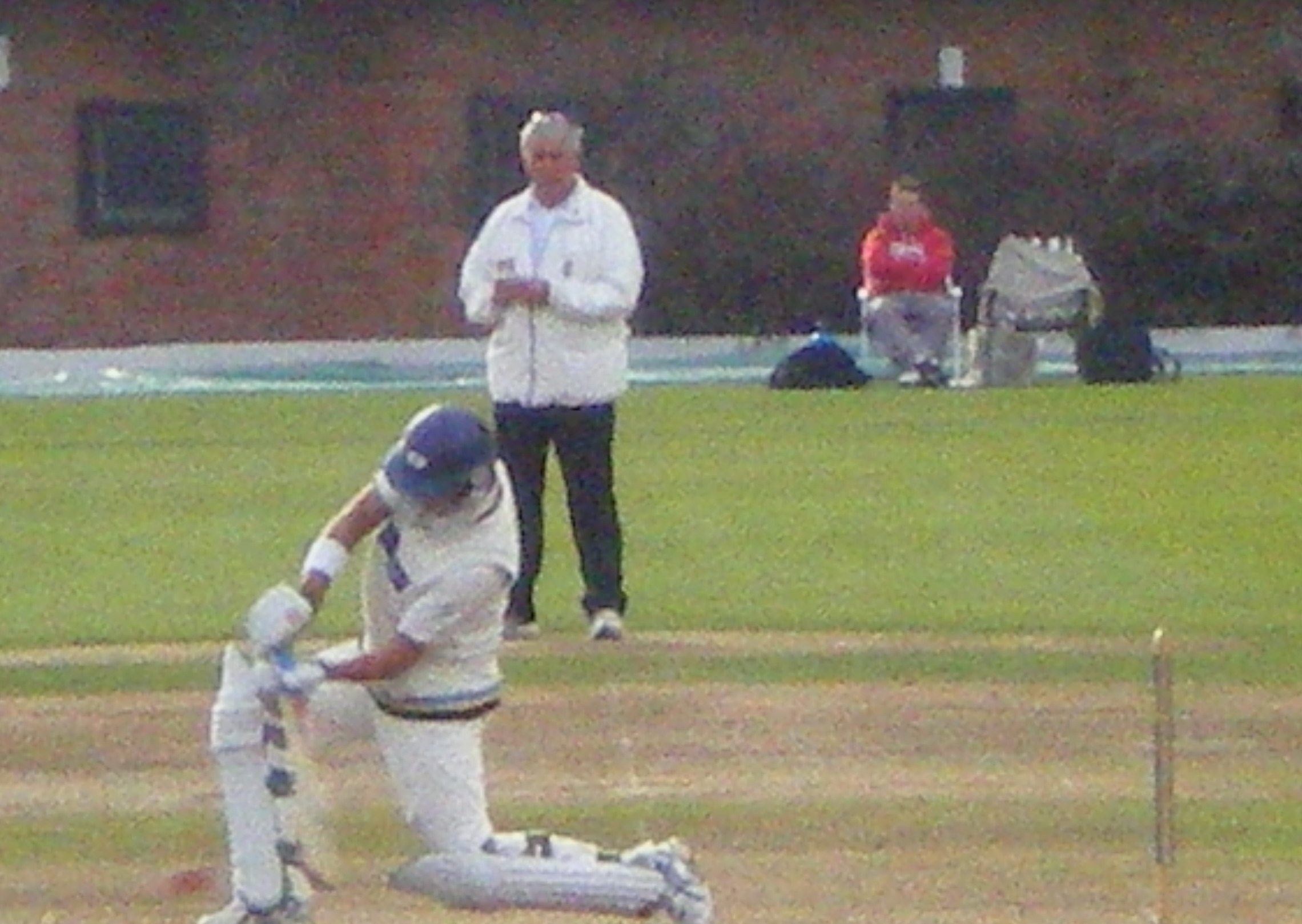
Rudolph durante una partita nello Yorkshire

Nel suo Test match d'esordio contro il Bangladesh ha segnato 222 not out, il suo miglior punteggio di prima classe. È ancora il punteggio di esordio nel Test più alto di un battitore mancino e un apripista nel 2013, quando Hamish Rutherford fece 171 per la Nuova Zelanda contro l'Inghilterra.
Ha anche battuto il record di partnership del terzo wicket sudafricano, insieme a Boeta Dippenaar, raggiungendo 429* contro il Bangladesh a Chittagong . Ha salvato un Test per il Sud Africa nella partita di Perth Test nel dicembre 2005 dopo aver sfidato i giocatori di bocce australiani per più di un giorno per segnare 102* e assicurarsi un pareggio. Dopo essersi dichiarato non disponibile per la selezione da parte del Sud Africa e dopo aver accettato di unirsi allo Yorkshire sotto la sentenza Kolpak, ha dichiarato di non voler rappresentare nuovamente il Sudafrica e sperava di rappresentare forse l'Inghilterra, qualificandosi per residenza, dopo aver deciso di acquistare una casa e vivere permanentemente nello Yorkshire .
Rudolph è stato richiamato nella squadra South Africa Test nell'ottobre del 2011 per le due partite in casa contro l'Australia.

## Cricket domestico del Sudafrica
Rudolph gioca per la squadra Nashua Titans in Sudafrica. Ha rappresentato la Gestetner Diamond Eagles e i Northerns.

## Cricket della contea inglese - Yorkshire
Nonostante fosse ancora sotto contratto, Rudolph ne firmò uno di tre anni nel 2007 per giocare per lo Yorkshire sotto la sentenza Kolpak. In tal modo, si è dichiarato non disponibile alla selezione per la durata del contratto. Indossava la maglia con il numero 24 quando giocava nello Yorkshire, successivamente si impegnò nella contea firmando un contratto di 4 anni che lo avrebbe tenuto al club fino al 2011.
Nel 2008, Rudolph fu insignito del premio "Players' Player " e, dai sostenitori, del premio "Player of the Year for Yorkshire". È stato anche premiato nel 2010 come " CCC Players' player " nello Yorkshire. Lasciò la contea alla fine della stagione del 2010 dopo aver raggiunto di comune accordo la decisione di terminare il contratto un anno in anticipo. In questo modo lui e sua moglie potevano tornare in Sud Africa per essere più vicini alla famiglia. Nel luglio 2011, in seguito alla scarsa forma dello Yorkshire, Rudolph tornò per le ultime 6 partite della stagione. Nella sua prima partita contro il Lancashire ha segnato 12 e 35 punti in una sconfitta contro il Lancashire CCC. Nella sua seconda partita nella contea contro l'Hampshire CCC ha segnato 99 punti prima di essere sorpreso da Imran Tahir.
Il 27 aprile 2017, Rudolph ha completato le sue 10.000 corse nel List-A cricket

### Campionato della Contea
Ha fatto un debutto record del secolo contro il Surrey al The Oval durante il Campionato della Contea. Lo Yorkshire ha avuto un inizio traballante, ma insieme al promettente tuttofare Adil Rashid, Rudolph ha contribuito a fare 190 punti e contemporaneamente ha battuto un record di sesta wicket partnership in favore dello Yorkshire contro la squadra si Surrey. Il record era rimasto in piedi da quando George Hirst e Irving Washington ne fecero134 nel 1902. L'ottimo inning di Rudolph si concluse con 122 punti, essendo stato interrotto dal bowling di Steve Magoffin, gli innings includevano 20 quattro e 3 sei. Rudolph ha continuato a colpire altri centinaia di runs consecutivi contro la squadra del Worcestershire (129*) e del Durham (104*). Il suo momento più bello per lo Yorkshire è arrivato a North Marine Road, il 23 agosto, dove ha collezionato un doppio century contro il Warwickshire e ha contribuito a mettere lo Yorkshire in una posizione di comando.

### Trofeo Friends Provident / Pro40
Nel 2007, iniziò la stagione di un giorno aprendo con la battuta e impiegò solo tre partite per segnare il suo primo century per lo Yorkshire, colpendo esattamente 100palline su 133 contro il Leicestershire. Nonostante il colpo di Rudolph, lo Yorkshire ha continuato a perdere la partita per 6 wicket. Ha dato il via alla sua stagione Pro40 in grande stile con 127 punti in una partita contro il Kent a Scarborough in una vittoria nello Yorkshire e ha continuato la sua buona forma nel 8-wicket thrashing di Glamorgan con 49* mentre andavano in cima alla Divisione 2.

### Coppa Twenty20
Ha fatto il suo debutto in Twenty20 per lo Yorkshire a Grace Road contro il Leicestershire in una partita televisiva, il 22 giugno 2007, durante la Twenty20 Cup. Durante una partita ridotta a causa della pioggia, è stata la seconda vittima di una tripletta di Jeremy Snape. È andato molto meglio nella Roses (match giocato dallo Yorkshire e il Lancashire) all'Old Trafford, segnando 3 quattro e 2 sei in un totale di 113 sconfitte e non è rimasto fuori fino all'ultima partita della fase a gironi contro il Derbyshire.

## English County Cricket - Glamorgan
Il 18 settembre 2013, Rudolph ha firmato un contratto di due anni con Glamorgan soggetto all'approvazione del South African Cricket Board. Ha sostituito l'australiano Marcus North come giocatore d'oltremare di Glamorgan. È rimasto con il club per la stagione 2015 ed è stato annunciato come il loro giocatore d'oltremare per la stagione 2016.

## Record
- Jacques Rudolph e Boeta Dippenaar hanno condiviso una posizione ininterrotta di 429 per il terzo wicket del Sudafrica contro il Bangladesh. Questa è la più alta partnership in Test cricket per coinvolgere un debuttante.